# Penha de França (Goa)
Penha de França es un municipio (panchayat) de la India situado en el taluka de Bardez, en el estado de Goa. Según el censo de 2011, tiene una población de 15 342 habitantes.